# Casa-muzeu „Pușkin” din Chișinău
Casa-muzeu „Aleksandr Pușkin” este un muzeu și monument de arhitectură de valoare națională, inclus în Registrul de monumente de istorie și cultură a municipiului Chișinău.
Edificiul este cel în care faimosul poet rus Aleksandr Pușkin a locuit timp de două luni, după ce sosise în capitala Basarabiei țariste pe 21 septembrie 1820. Casa, care la moment aparținea generalului Inzov (anterior aparținuse negustorului Naumov, care la rândul său a cumpărat-o de la bunicul astronomului Nicolae Donici),  a obținut statut de muzeu la 10 februarie 1948. În total, Pușkin a petrecut trei ani (perioada 1820–23) pe teritoriul guberniei, după ce anterior fusese exilat aici de către administrația țaristă. 

## Galerie de imagini

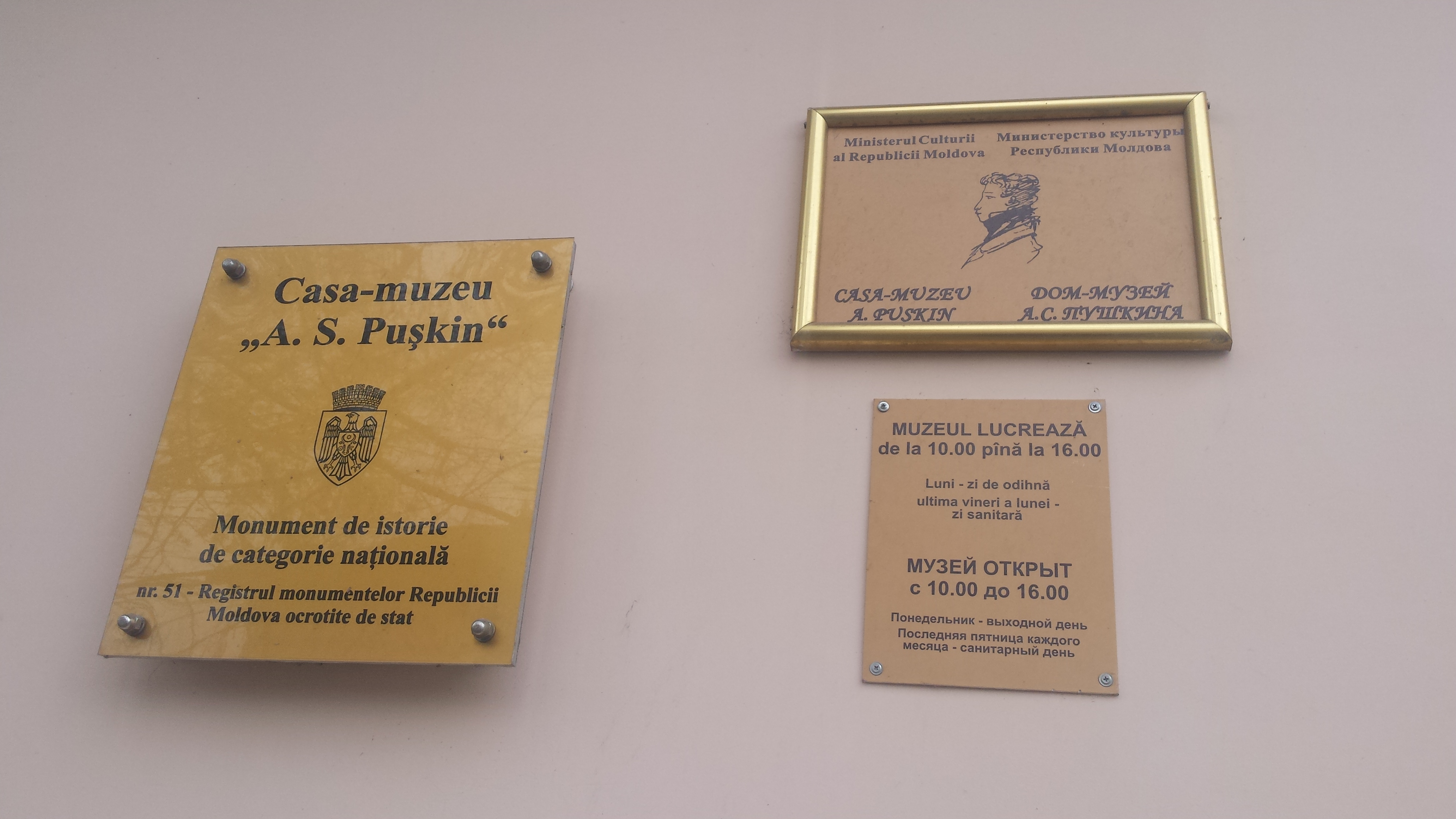
Monument de istorie de categorie națională.
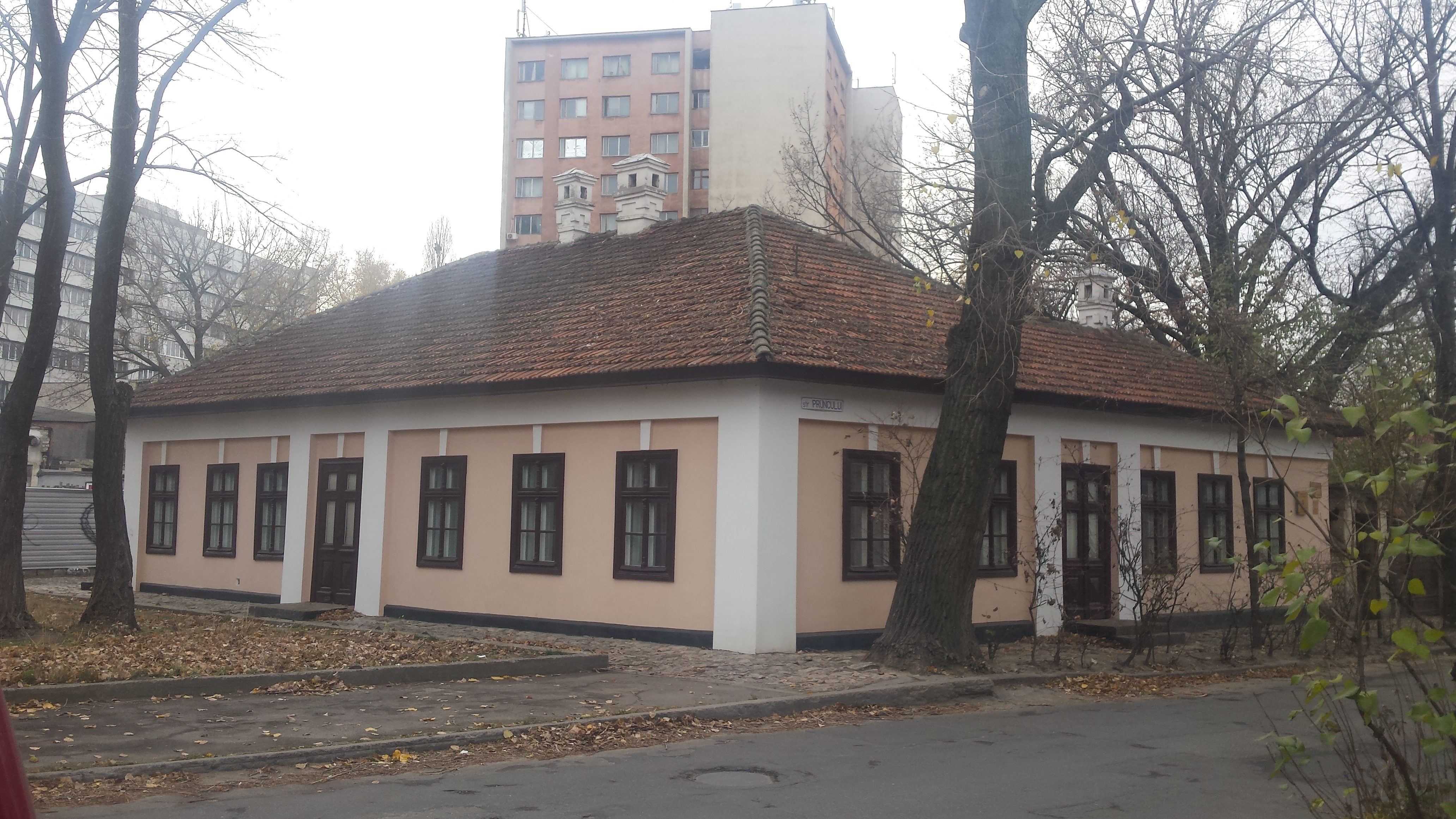
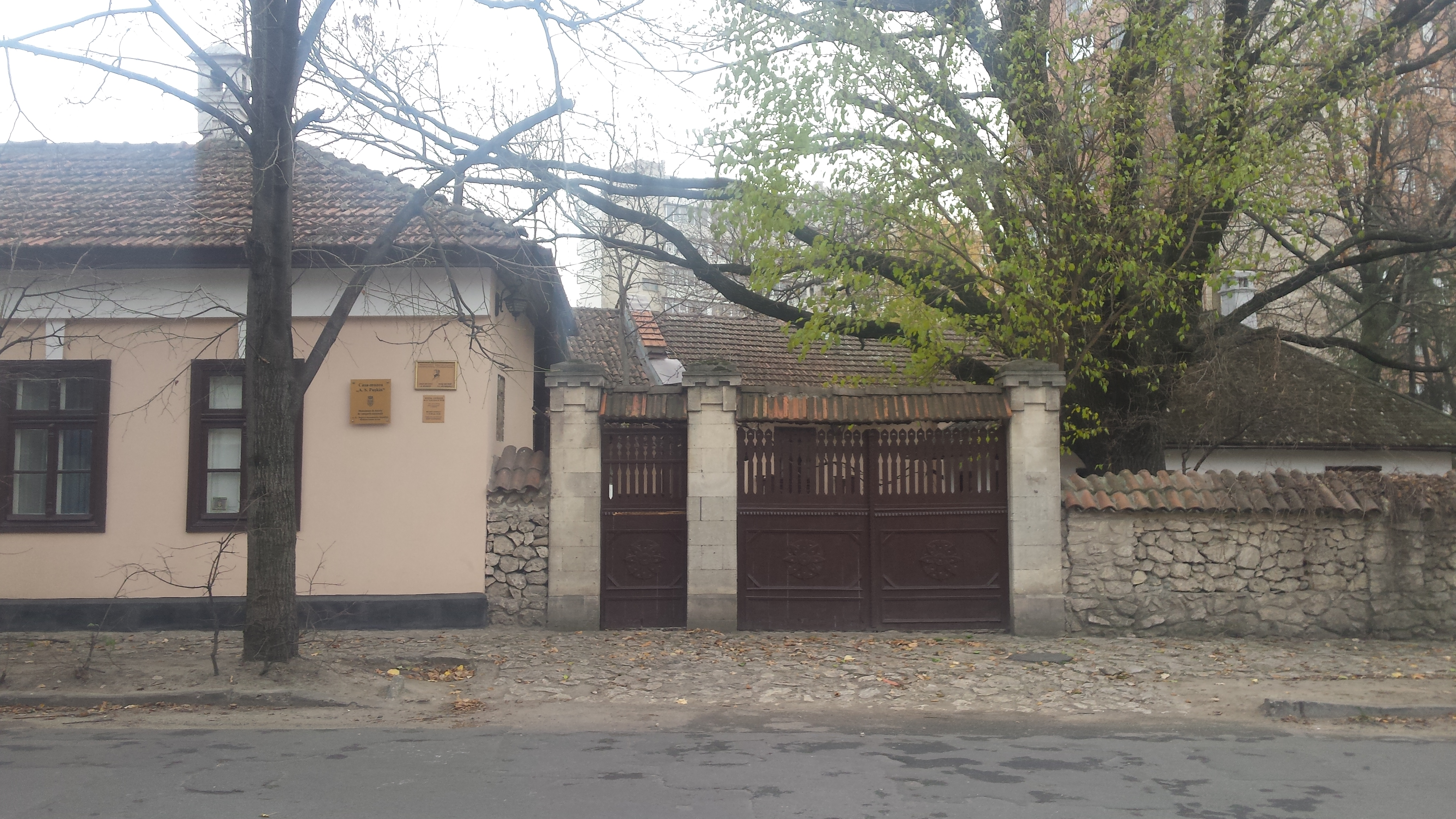
Poarta muzeului.
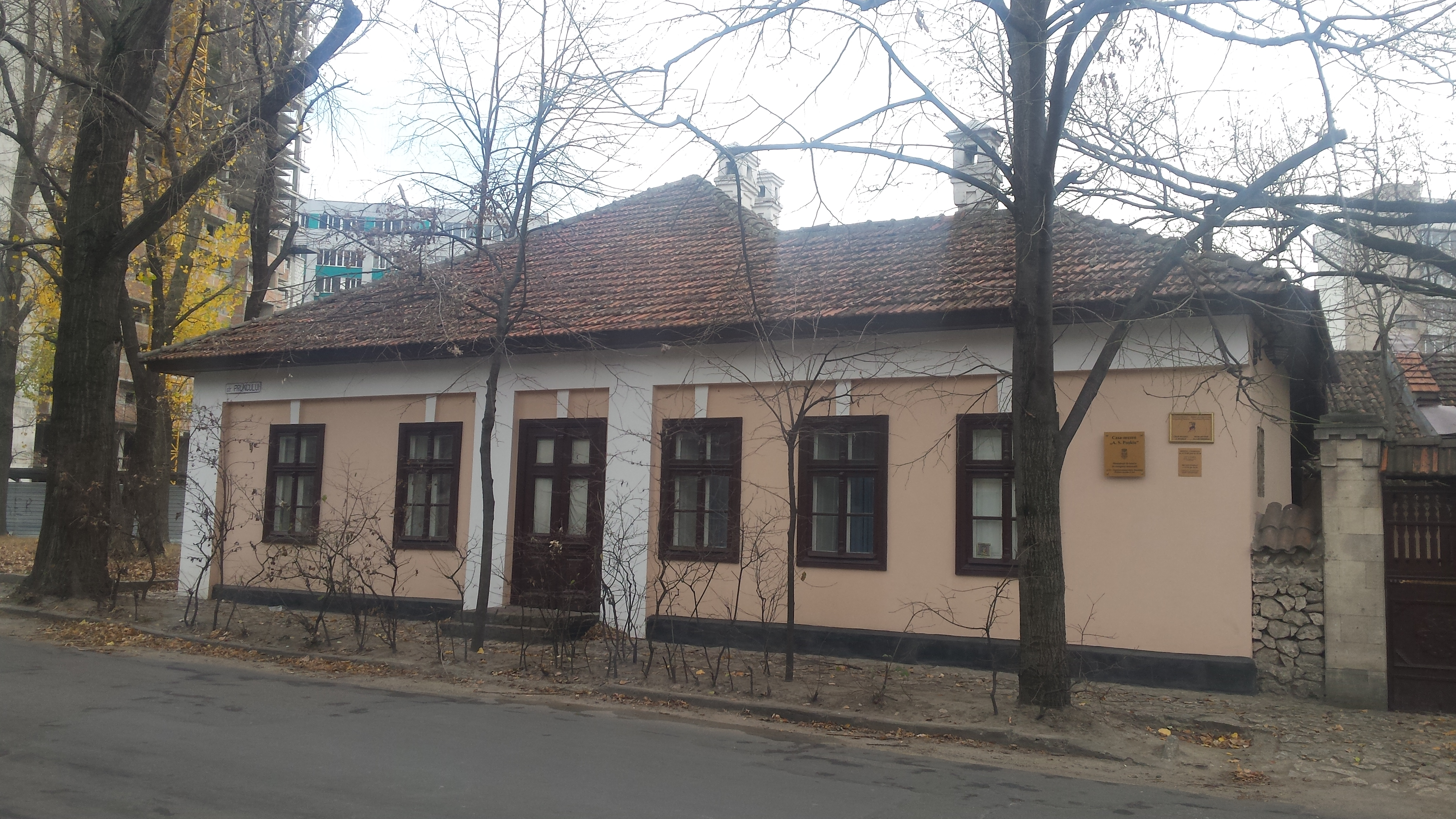
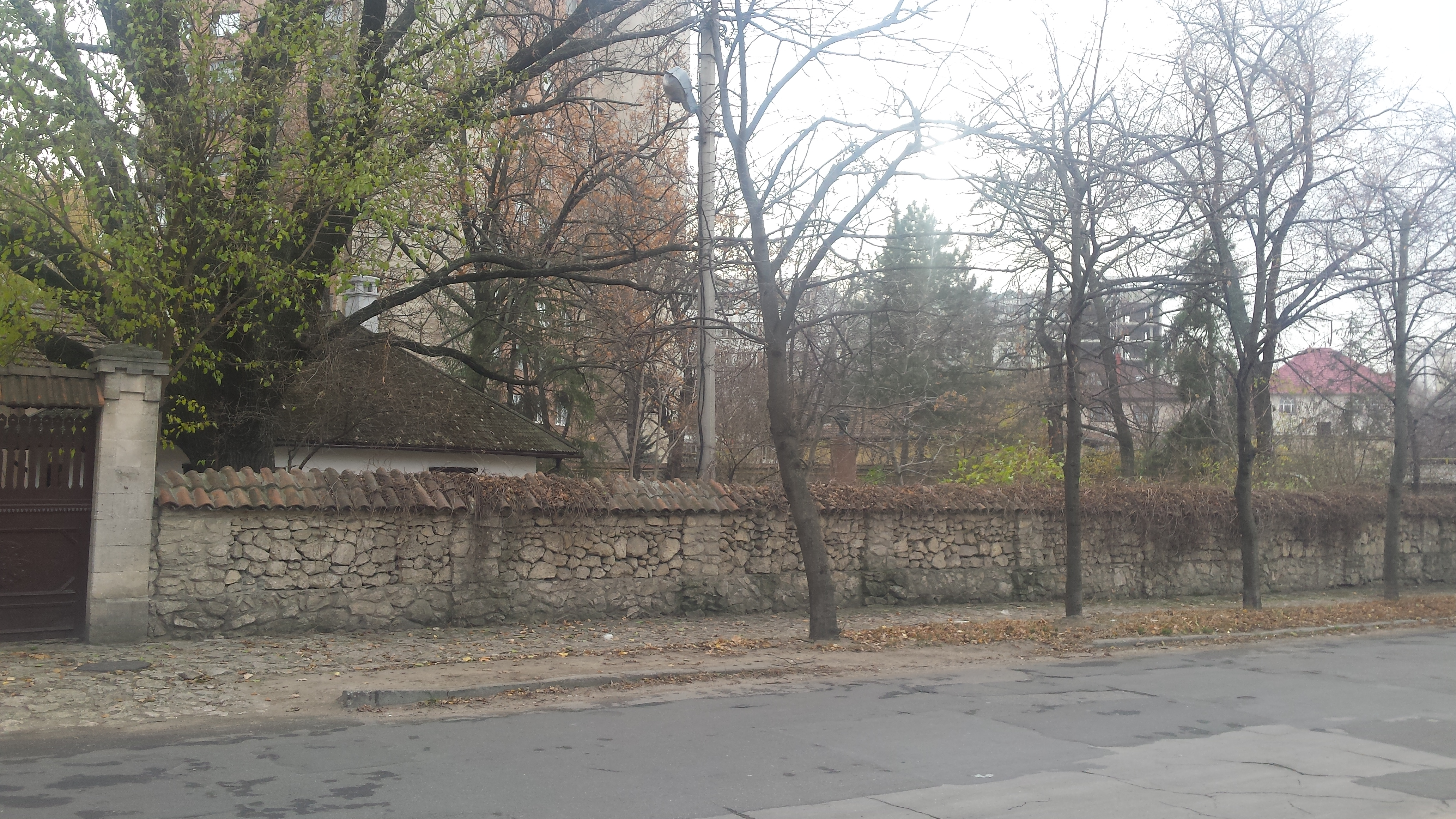
Gardul construit din piatră bine păstrat.
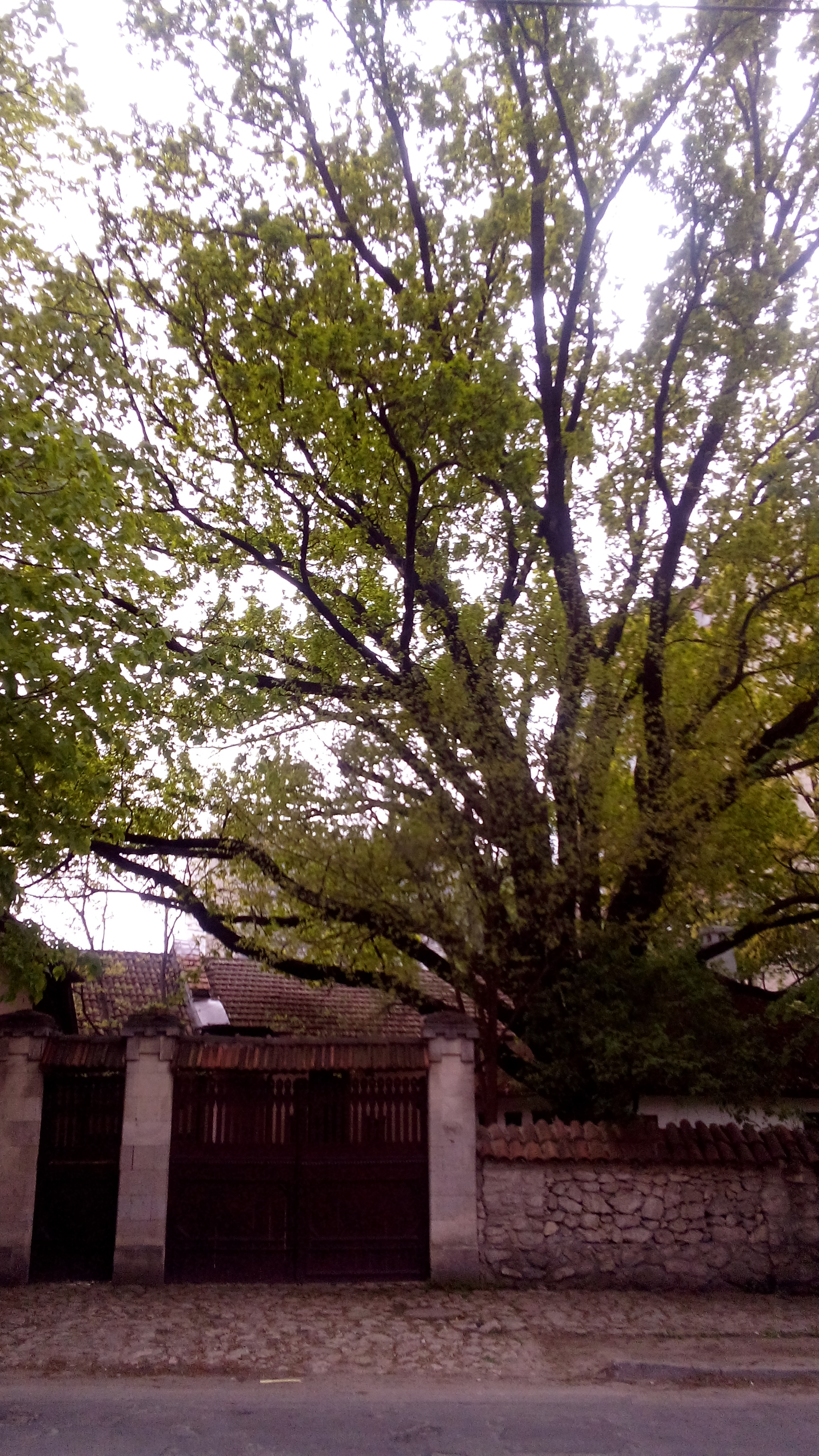
Stejar în curtea muzeului, monument al naturii

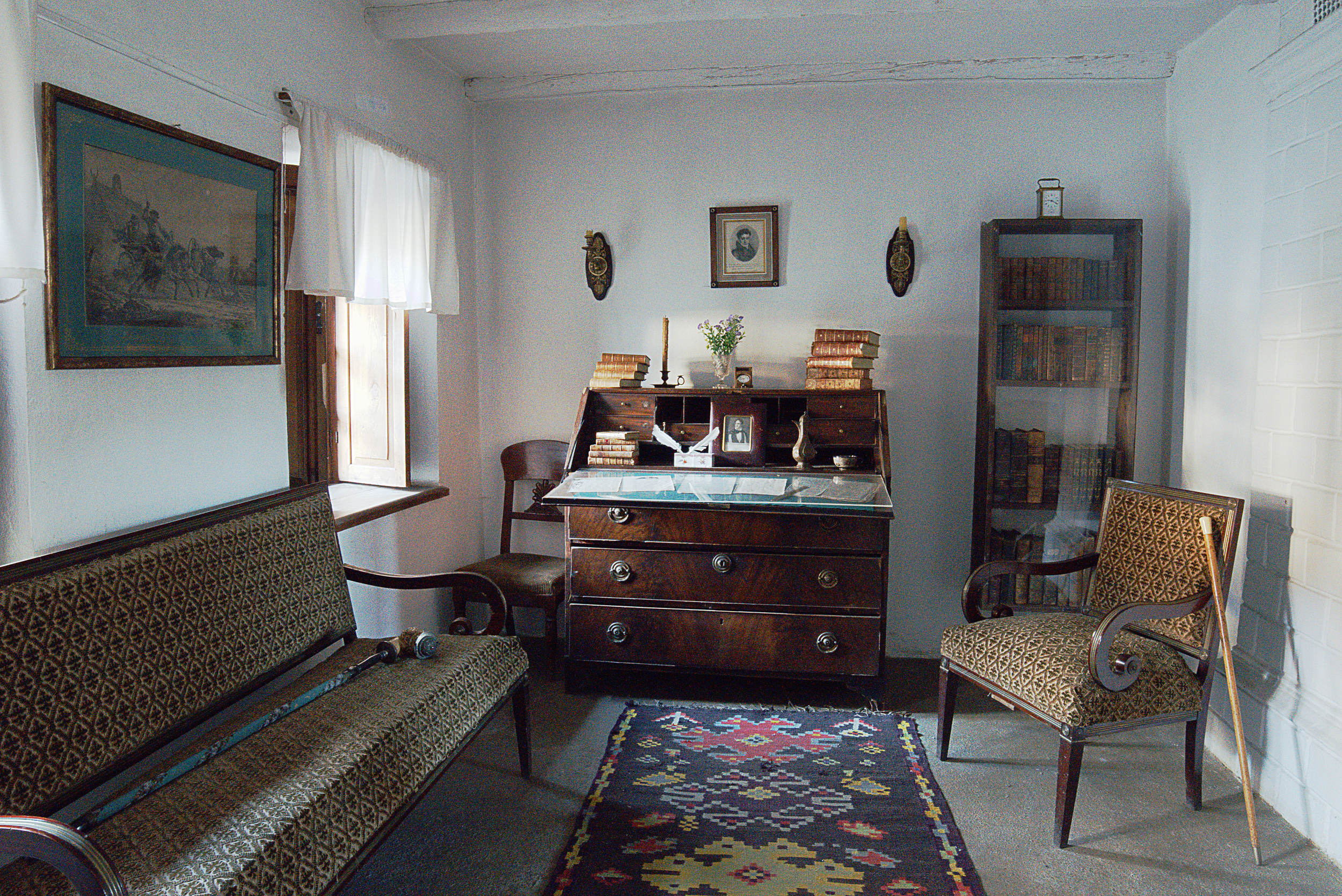
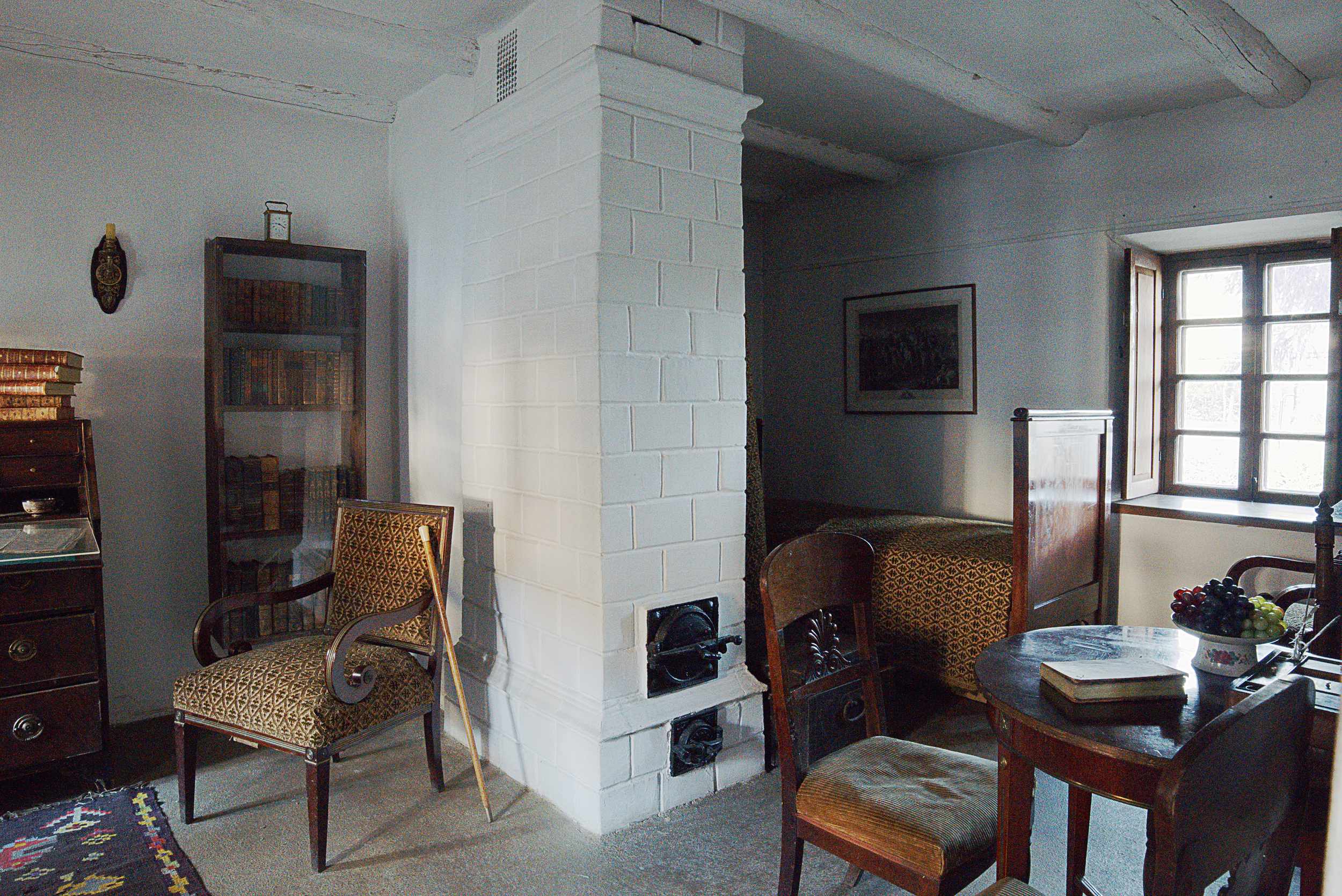
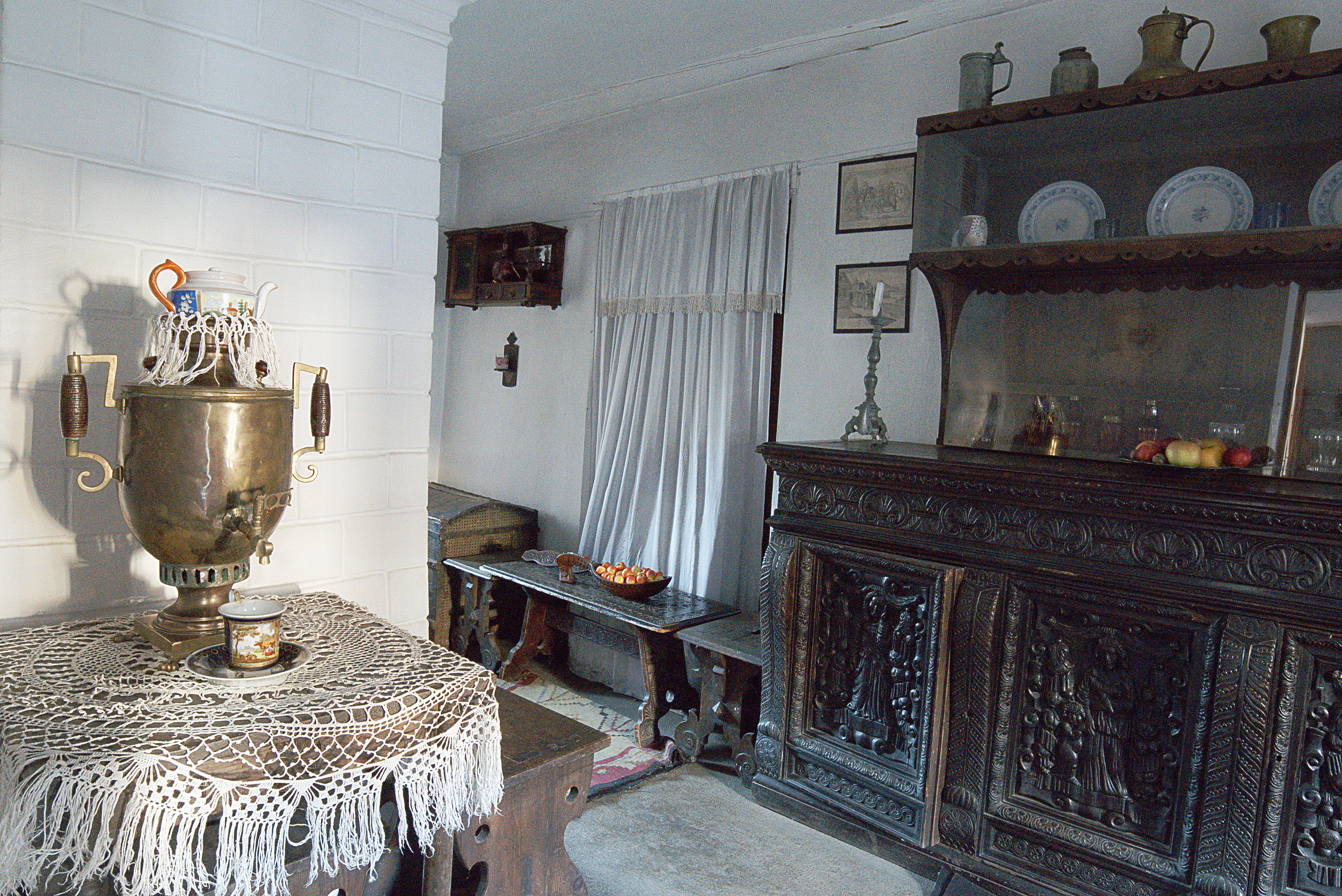
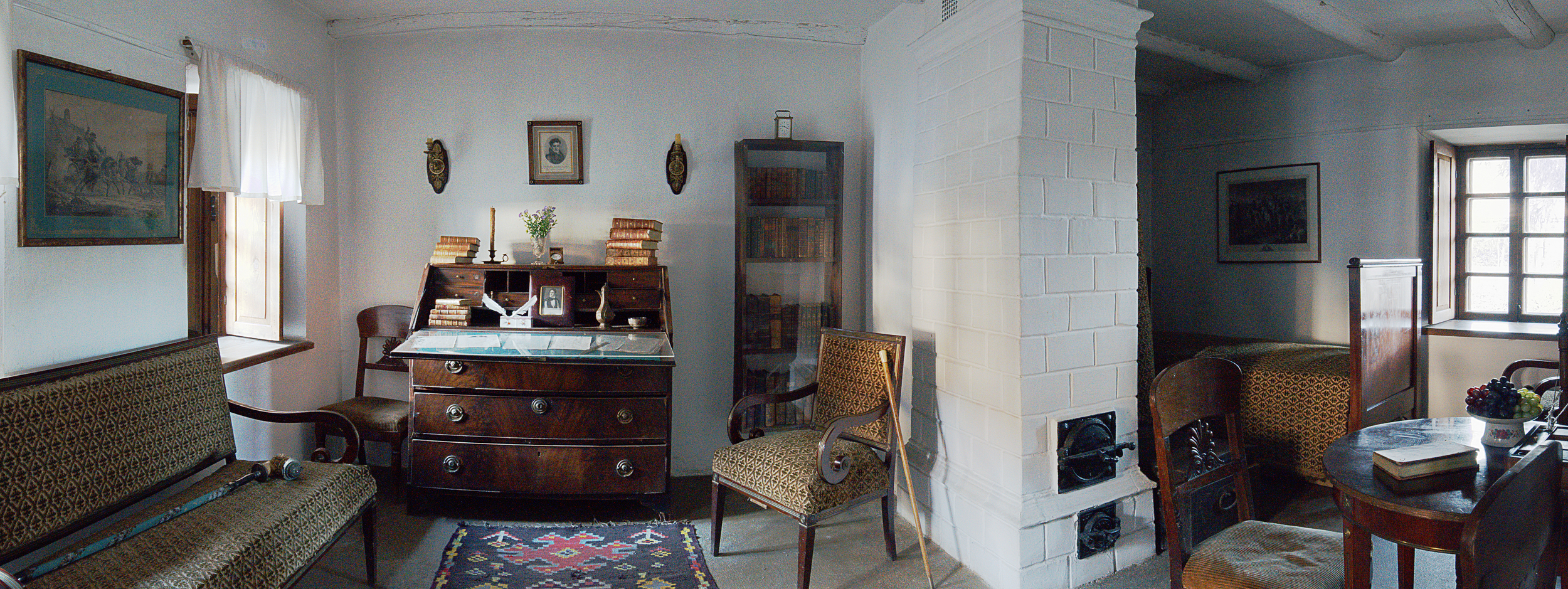

Interior

## Legături externe
- Casa-muzeu „A.S. Pușkin” a marcat 200 de ani de la nașterea scriitorului rus Piotr Erșov la noi.md
- MONUMENTELE ISTORICE ALE CHIȘINĂULUI: Complexul de clădiri al Casei-muzeu „A. S. Pușkin” pe flux.md
- ru ДОМ-МУЗЕЙ А.С. ПУШКИНА la semia.md
- Imagini cu muzeul cutare Arhivat în 26 mai 2015, la Wayback Machine. Adevărul